# آنا راميريز
آنا راميريز (بالإسبانية: Ana Ramírez)‏ (4 نوفمبر 1981 - ) هي لاعبة كرة طائرة إسبانيا.